# Ermida de Nossa Senhora do Pilar
36° 59′ 59,561160000013″ N, 25° 07′ 48,869400000001″ O
A Ermida de Nossa Senhora do Pilar localiza-se no lugar da Faneca, na freguesia de São Pedro, concelho da Vila do Porto, na ilha de Santa Maria, nos Açores.

## História
De acordo com a tradição, o apóstolo São Tiago chegara à Hispânia para anunciar o Evangelho mas estava desanimado pelos insucessos. Já disposto a retornar a Jerusalém, no ano 40 da Era Cristã, Nossa Senhora apareceu-lhe no alto de um pilar junto ao rio Ebro. O local tornou-se objeto de peregrinações (Catedral de Saragoça) e a Virgem do Pilar veio a tornar-se a protetora da Espanha .
Esta ermida sob a sua invocação, foi erguida por iniciativa de Fernando de Loura Bettencourt e sua esposa, Mariana Margarida Coutinho, em 1722, junto à sua casa de campo. Foi por ambos paramentada e dotada com o património necessário à sustentação, conforme escritura datada de 4 de setembro daquele ano.
A 25 de fevereiro de 1726, Loura Bettencourt, então com 60 anos de idade, veio a falecer, ficando a ermida à conta de sua viúva, que a manteve sempre em ordem para o culto divino. Por sua vez, já em adiantada idade e sem descendentes, vivendo em cada de seu sobrinho, o licenciado padre António do Rego Coutinho, vigário confirmado da Matriz de Vila do Porto, legou-lhe, por escritura de 5 de dezembro de 1757, todos os seus bens. Passou, deste modo, o padroado da ermida para o referido religioso.
Uma década mais tarde, em 1767, iniciou-se a escrituração das receitas e despesas da ermida em livro próprio para esse fim.
Por falecimento do padre António do Rego Coutinho (22 de setembro de 1774), os seus bens foram herdados pelo seu sobrinho, o capitão-mor da ilha de Santa Maria, José Inácio de Sousa Coutinho. Durante o padroado de Sousa Coutinho, a ermida caiu em completo abandono, a ponto de, em 1790, em visita à paróquia de São Pedro, o reverendo visitador Francisco da Câmara Sousa Carreiro ter registado:
"Visitei as Ermidas de São José e Nossa Senhora do Pillar, e como não têm Capellão, que nellas anualmente diga missa se achão com paramentos sufficientes para nellas se celebrar quando haja algum devoto; (...) E quanto a do Pillar como me consta que o sachristão se serve d'ella em cousas indecentes à Caza de Deos, e usa ainda das mesmas toalhas do Sacrifício em cousas profanas, se deve evitar este escandalo pondo a chave no tempo, em que nella se dis missa em casa de pessoa, que saiba o respeito, com que se deve tratar a Santidade do lugar: o que deicho incumbido ao cuidado do Reverendo Vigário. (...)"

Por falecimento de Sousa Coutinho, os seus bens foram herdados pelo seu filho, Francisco Barbosa de Sousa Coutinho que, como novo padroeiro, também devotou ambas as ermidas ao abandono. Seguiu-se-lhe no padroado a sua irmã, Antónia Ermelinda do Loreto Coutinho, que como procuradora havia anteriormente administrado os bens do irmão. Permanecendo as duas ermidas em estado de abandono, o vigário da paróquia de São Pedro, padre Bernardino José Toledo, em 1826 participou ao corregedor e provedor da Comarca o abandono das mesmas, detalhando-lhe as diversas faltas, entre as quais se destacava o uso do espaço para a desfolha e debulha do milho com a permissão da administradora. Da documentação trocada depreende-se ainda que desde a época dos pais da administradora os rendimentos da fábrica de cada uma das ermidas vinham sendo reduzidos, e que as missas, celebradas tradicionalmente na ermida do Pilar aos domingos e dias santos, não o vinham sendo há mais de trinta anos. A ermida e a sua sacristia, além de serem utilizadas como espaço de desfolha e debulha do milho, eram ainda utilizados como depósito e local de realização de jantares, de bailes e de jogo, "e praticar outros autos emproprios e indignos da Casa de Deos (...)". A verga da porta principal encontrava-se partida pelo meio e o forro e as pernas de madeira do teto podres e ameaçando ruína. Para ambas as ermidas era requerida a nomeação de novo "mordomo". Como resultado, foi deferido o requerimento, nomeando-se como novo provedor a José Maria da Câmara, para escrivão a Luiz Francisco Velho, e para tesoureiro a António Monteiro de Carvalho.

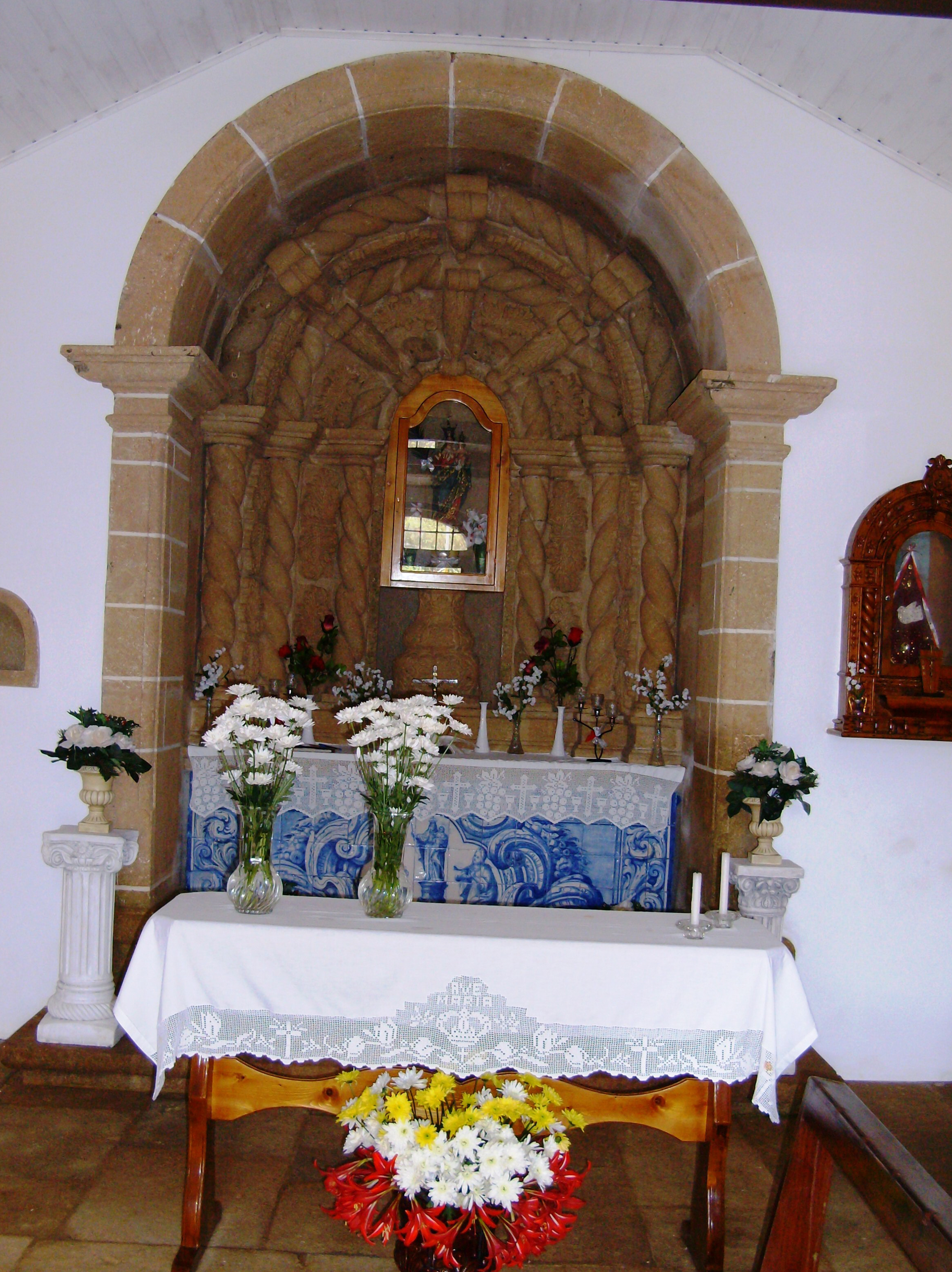
Ermida de N. Sra. do Pilar: interior

Enquanto isso, no ano anterior (1825), o morgado Luís de Figueiredo Velho Melo Falcão e sua esposa Joana Emília do Canto Côrte-Real, sobrinhos dos fundadores da ermida, atendendo à má localização da mesma, ao mau estado dos caminhos que lhe davam acesso, à diminuita fé do povo, e ao estado de profanação e ruína a que a mesma havia sido devotada por seus padroeiros, requereram licença, em 2 de outubro, ao bispo de Angra, D. Frei Manuel Nicolau de Almeida, a solicitar a transladação da ermida do Pilar para o lugar de Flor da Rosa Alta, na paróquia de São Pedro, junto a uma casa que ali pretendiam edificar. Desse requerimento teve origem um Auto de Vistoria, datado de 3 de março de 1826 detalhando o estado da edificação e paramentos, assim como os predicados do sítio para a nova ermida. Tendo sido cumpridos todos os requisitos, o bispo de Angra concedeu ao morgado e à esposa o necessário alvará para a ereção da ermida.
Em junho do mesmo ano, o casal deu início à transladação da ermida para o novo local, tendo o morgado retirado a imagem da Senhora do Pilar da ermida na Faneca, recolhendo-a a sua residência tencionando depositá-la na igreja paroquial de São Pedro onde permaneceria até à conclusão da nova ermida. Assim que os mestres de obra iniciaram os trabalhos de demolição, e a administradora teve notícia dos mesmos, iniciou um processo visando embargá-los, autuou os mestres e denunciou o roubo da imagem, reivindicando os seus direitos de padroeira e opondo-se à transladação da ermida. Solicitou uma avaliação dos danos, visando o ressarcimento pelos mesmos, e iniciou-se um processo junto ao juiz de fora da ilha de Santa Maria.
Enquanto corriam os autos a administradora, visando alicerçar o seu pleito contra a transladação da ermida, e descaracterizar a acusação de abandono da mesma, solicitou o restauro da mesma, às suas inteiras expensas. Tendo iniciado os trabalhos, estes foram embargados pelo morgado. Tendo este pedido de embargo sido diferido, este não foi obedecido, tendo os trabalhos de reedificação prosseguido, conforme petição do morgado, sendo deferido pelo juiz o desmancho dos acréscimos. Posteriormente, por sentença dada em Vila do Porto, em 23 de dezembro de 1826, o juiz determinou que se prosseguisse o conserto da ermida pela antiga forma. Tendo os autos seguido para a ilha de São Miguel, foi o morgado absolvido e condenada nas custas a administradora, conforme acórdão:
"Acordão em Junta que vistos os auttos de que consta não serem os factos da demolição e remoção indicada na Petição foilhas sette, caso de Querela, julgão nulla a de folhas sette, e todo este processo de acusação por virtude della formado contra o Reo, absolvem a este, mandão que se lhê baixa na Culpa, e condenão a Autora nas Custas.
Ponta Delgada, 23 de agosto de 1830. (...)"
Com isso, o morgado desistiu do translado da ermida, que ficou reconstruída por Dna. Antónia Ermelinda, a sua última administradora.
Ao final da década de 1950, a ermida encontrava-se a cargo da Junta de Freguesia de São Pedro.

## Características

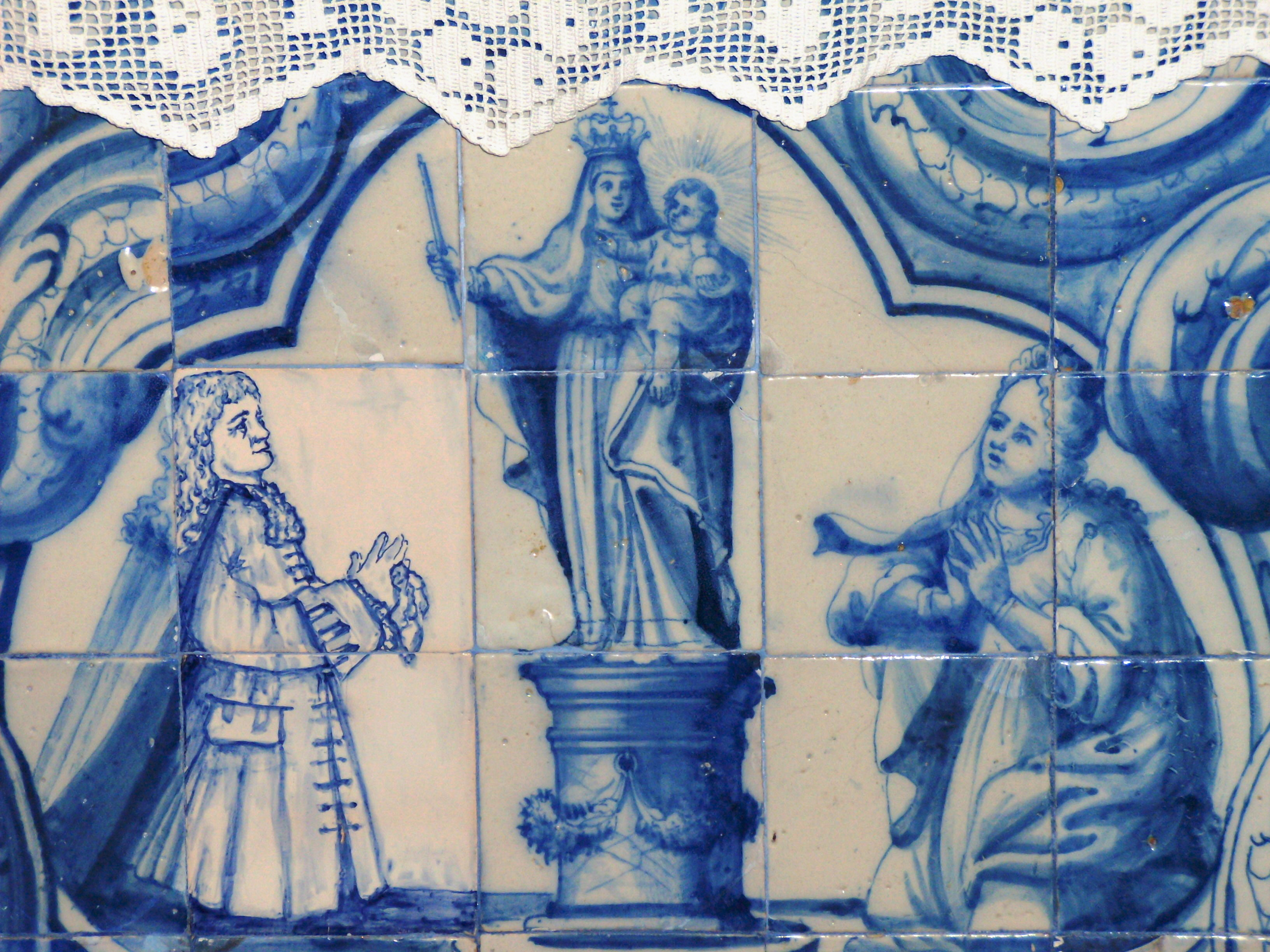
Ermida de N. Sra. do Pilar: detalhe da Senhora do Pilar no painel de azulejos, entre os seus doadores

Em alvenaria de pedra rebocada e caiada, apresenta planta rectangular com o corpo da sacristia adossado à fachada lateral direita e o corpo da capela-mor saliente no tardoz.
A fachada principal, delimitada por dois cunhais, é rasgada pela portada, rematada em arco abatido sobre impostas, encimado por uma pequena janela rectangular cujo parapeito se une ao fecho do arco. Neste fecho pode ler-se a inscrição "NSP".
O interior apresenta nave única, com retábulo em cantaria de pedra calcária, extraída do vizinho Monte Gordo, lavrada com colunas salomónicas. O arco triunfal e a porta da sacristia também são em cantaria. No altar, destaca-se um valioso frontal de azulejos setecentista, em cujo centro se destaca a imagem da Senhora do Pilar entre os doadores, ajoelhados em oração.
A cobertura é de duas águas, em telha de meia-cana tradicional, rematada por beiral duplo.
No adro, à direita da ermida, encontra-se um "theatro" onde se realizam os tradicionais "Impérios".

## A lenda da ermida
Esta ermida está associada a uma lenda local, que também designa a Senhora do Pilar como Senhora dos Milagres. Segundo a tradição, o artista que concebeu o retábulo lavrado em pedra local, extraída do vizinho Monte Gordo, com colunas salomónicas, executou a obra com tamanha perfeição que foi chamado para junto da própria Virgem, falecendo no preciso dia em que concluiu o trabalho.